# نيرسهايم
نرزهايم (بالألمانية: Neresheim) هي مدينة وبلدة ألمانية تقع في ألمانيا في بادن-فورتمبيرغ. يقدر عدد سكانها بـ 8,216 نسمة .

## توأمة
لنيرسهايم اتفاقيات توأمة مع:
- بانياكافالو

## أعلام
- أوسكار إف. ماير
- أندريس زيير